# 箱膳
箱膳（はこぜん）は、日頃は食器を入れている箱であるが、食事の際に箱の上蓋を反対にして食器を並べ膳として用いた箱。飯台、切り溜めともいう。

## 概要
- 日本では江戸時代以来、家庭において使われていたが、ちゃぶ台の登場によって衰退し、テーブルの登場によって激減した。
- 大正から昭和10年あたりまで[1][2]は、日本の家庭では広く見られた。
- 引き出し付きの箱膳もあった[3][4]。